# Tînne, Sarnî
Tînne (în ucraineană Тинне) este o comună în raionul Sarnî, regiunea Rivne, Ucraina, formată numai din satul de reședință.

## Demografie
Componența lingvistică a comunei Tînne
     Ucraineană (99,68%)
     Alte limbi (0,28%)
Conform recensământului din 2001, majoritatea populației comunei Tînne era vorbitoare de ucraineană (99,68%), existând în minoritate și vorbitori de alte limbi.